# Volcán El Ermitaño
El Ermitaño es un volcán que se encuentra en territorio chileno, con una altura de 6146 m s. n. m., en la región de Atacama, el volcán es opacado por las otras cumbres de la región, como nevado Ojos del Salado, cerro Vicuñas, entre otros.

## Historia curiosa
El territorio de El Ermitaño y otras cumbres, es conocido por ser el lugar por donde el descubridor de Chile, Diego de Almagro, ingresó al país.
En cuanto a su historia deportiva, cabe destacar su primera ascensión,  obra de Sergio Kunstmann, Pedro Rosende, Heinz Koch y Etienne Viau, el 20 de noviembre de 1967. La segunda ascensión por la expedición polaca de 1972, que realizó además, el primer ascenso al Cerro El Solo.

## Temporada adecuada
Los mejores meses para ascender al volcán son entre enero y abril, septiembre y diciembre.
Se parte en Copiapó como punto de partida.